# Front populaire agricole du Pérou
Le Front populaire agricole du Pérou (en espagnol : Frente Popular Agrícola del Perú, couramment abrégé en Frepap) est un parti politique péruvien fondé en 1989. 
Issu d'une secte, l'idéologie du parti est un mélange de fondamentalisme chrétien évangélique, d'agrarisme écologique et d'indigénisme nationaliste péruvien se réclamant de l'héritage de l'Empire inca,. Les objectifs du Frepap en matière de lutte contre les inégalités et la pauvreté l'ont amené à être qualifié de socialiste. Il arrive troisième en nombre de suffrages (8,4 %) aux législatives de janvier 2020, où il obtient 15 sièges au Congrès de la République.

## Histoire
Le parti est fondé le 30 septembre 1989 autour de l'Association Evangélique de la Mission Israélite de la Nouvelle Alliance Universelle (Asociación Evangélica de la Misión Israelita del Nuevo Pacto Universal, AEMINPU), une secte évangélique appelant à la formation de communautés agricoles décentralisées soumises à une observation stricte des dix commandements. Le parti obtient quelques députés au cours des années 1990, qui rejoignent rapidement, et probablement contre rémunération, des formations moins marginales.
À la mort de son fondateur, Ezequiel Ataucusi Gamonal, en 2000, celui ci est placé par ses fidèles dans un cercueil de verre en attendant sa résurrection. Le parti connait alors des conflits interne et une traversée du désert, avant de revenir sur le devant de la scène politique à la faveur des législatives de 2020, porté par une image d'intégrité religieuse dans le contexte d'importants scandales de corruption ayant fait tomber une grande partie de l'appareil politique et judiciaire.
Le parti défend des propositions progressistes dans le domaine économique, comme la réduction du temps de travail hebdomadaire de 48 à 44 heures ou encore une proposition de loi pour favoriser l’accès au crédit bon marché aux petites et micro entreprises.

## Résultats

### Élections législatives
| Année | Voix             | %                | Rang             | Élus             |
| ----- | ---------------- | ---------------- | ---------------- | ---------------- |
| 1990  | 63 879           | 1,2              | 7e               | 0 / 62           |
| 1995  | 46 102           | 1,1              | 11e              | 1 / 120          |
| 2000  | 216 953          | 2,2              | 10e              | 2 / 120          |
| 2001  | 156 264          | 1,7              | 11e              | 0 / 120          |
| 2006  | 85 019           | 0,8              | 16e              | 0 / 120          |
| 2011  | Ne participe pas | Ne participe pas | Ne participe pas | Ne participe pas |
| 2016  | Ne participe pas | Ne participe pas | Ne participe pas | Ne participe pas |
| 2020  | 1 240 084        | 8,38             | 3e               | 15 / 130         |
| 2021  | 589 018          | 4,58             | 12e              | 0 / 130          |